# Antoni Oleszczyński
Paul Pierre Antoni Oleszczyński est un graveur polonais né le 16 janvier 1794 à Krasnystaw et mort le 28 février 1879 dans le 5e arrondissement de Paris.

## Biographie
Paul Pierre Antoni Oleszczyński est le fils de Casimir Oleszczyński et de Salomé Kozińska.
Il épouse en 1835 Mélanie Girault
Il vit à Paris au 187, rue Saint-Jacques, où il est mort en 1879 à l'âge de 85 ans
Il avait pour frères Seweryn (1801-1876) et Władysław (1807-1866).

## Collections et œuvres

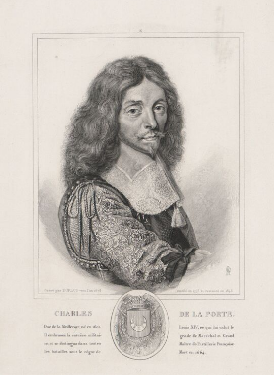
Charles de La Porte par Antoni Oleszczyński, 1843

Il publie des "périodiques clandestins" en polonais lors de son séjour en France; citons Babin na obcej ziemi (Babin en terre étrangère), en 1832.
Plusieurs de ses œuvres sont sauvées par la Bibliothèque nationale (Pologne) après 1945 à la suite du désordre résultant de l'occupation de la Pologne par les Allemands durant la Seconde Guerre mondiale et de la destruction des institutions culturelles.